# Новая (Сосновский район)
Новая — упразднённая в 2017 году деревня в Сосновском районе Тамбовской области России. Входила в состав Дегтянского сельсовета.

## География
Новая расположена в пределах Окско-Донской равнины, в южной части района на реке Малая Ярославка.
Климат
Новая находится, как и весь район, в умеренном климатическом поясе, и входит в состав континентальной климатической области Восточно-Европейской Равнины. В среднем в год выпадает от 350 до 450 мм осадков. Весной, летом и осенью преобладают западные и южные ветра, зимой — северные и северо-восточные. Средняя скорость ветра 4-5 м/с.

## История
Согласно Закону Тамбовской области от 17 сентября 2004 года № 232-З деревня включено в состав образованного муниципального образования Дегтянский сельсовет.
Упразднена Постановлением Тамбовской областной Думы от 27.10.2017 № 429, как фактически прекратившая своё существование.

## Население
| 2010 |
| ---- |
| 0    |

## Инфраструктура
Было личное подсобное хозяйство.

## Транспорт
Просёлочная дорога.